# Léon de Bruyn
Léon De Bruyn (Dendermonde, 7 oktober 1838 - Aalst, 17 oktober 1908) was een Belgisch politicus voor de Katholieke Partij. 

## Levensloop
De Bruyn was handelaar en industrieel. Hij was een zoon van de gemeentesecretaris en industrieel Jean-Ezechiel De Bruyn en van Françoise Lutens. Hij trouwde met Marie Schellekens. 
In 1872 werd hij verkozen tot gemeenteraadslid en onmiddellijk benoemd tot burgemeester van Dendermonde (1872 tot 1888). Hij was ook provincieraadslid voor Oost-Vlaanderen (1874-1879).
In 1879 werd hij verkozen tot katholiek volksvertegenwoordiger in het arrondissement Dendermonde (1879-1907). In 1907 werd hij nog voor enkele maanden senator voor het arrondissement Dendermonde-Sint-Niklaas (1907-1908).
De Bruyn was gedurende meer dan tien jaar minister:
- minister van Landbouw, Nijverheid en Openbare Werken (1888-1894) in de regering Auguste Beernaert,
- minister van Landbouw en Openbare Werken (1895-1899) in de regering Jules de Burlet.

Onder zijn ministeriële verantwoordelijkheid werd tot de uitbouw en subsidiëring beslist van het huishoud- en landbouwonderwijs voor meisjes. Hij speelde een belangrijke rol bij de aanleg van de haven aan de Schelde te Dendermonde en de kaai die later de De Bruynkaai zou genoemd worden.
Tijdens zijn mandaat als minister van Openbare Werken was hij een van de belangrijkste initiatiefnemers voor de aanleg van de haven van Zeebrugge. 
Léon de Bruyn werd benoemd tot Groot Officier in de Leopoldsorde en ontving het ereteken ven het Légion d'honneur (Frankrijk). 
Hij was verder ook nog:
- voorzitter van de Landbouwcommissie voor de kantons Hamme, Dendermonde, Wetteren en Zele;
- ondervoorzitter van de bestuursraad van de Landbouwkundige Vereniging van Oost-Vlaanderen;
- lid van de Toezichtsraad op het Rijkslandbouwinstituut in Gembloers;
- lid van de Onderzoekscommissie naar de toestanden van de arbeid in de industrie;
- voorzitter van de Nederlandstalige afdeling van het Internationaal Congres van de Kleine Burgerij (Antwerpen, 1899);
- voorzitter kerkraad van de Kathedraal van Sint-Michiel en Sint-Goedele in Brussel.

Na het overlijden van zijn schoonvader Louis Schellekens, vestigde hij zich in het kasteel van Ronsevaal te Erembodegem waar hij op 17 oktober 1908 overleed.

## Industrieel en ondernemer
Naast zijn politieke activiteiten, ontplooide De Bruyn heel wat economische activiteiten. Zo was hij:
- beheerder S.A. Linière La Lieve Gent;
- secretaris van de Kamer van Koophandel in Dendermonde (1867-1872);
- beheerder S.A. des Forges et Laminoirs du Lion Belge;
- beheerder N.V. Spoorweg Dendermonde-Sint-Niklaas;
- beheerder S.A. des Forges et Laminoirs à Tôles de Régissa in Hoei;
- beheerder S.A. des Brasseries "Germania";
- beheerder Brasserie et Malterie Belliard;
- president-directeur van de Nationale Maatschappij voor Buurtspoorwegen;
- beheerder van de Maatschappij voor deposito's en kredieten;
- president-directeur N.V. Spoorweg Dendermonde-Sint-Niklaas;
- beheerder Société Houillère d'Hautrage.